# Прилеп (Північна Македонія)
Прилеп (мак. Прилеп, алб. Përlepi, грец. Πριλέπια) — місто у Македонії з населенням 64 тисячі жителів. Місто розташовано у північній частині Пелагонійської рівнини, за 128 км від столиці Скоп'є.
Місто розташовано біля підніжжя фортеці легендарного сербського королевича Марка, відомого як борця проти турків і мудрого правителя.

## Населення
Більшість населення складають македонці (93 %), але є й циганська меншість.
За даними перепису 2002 року в Прилепі проживали 66 246 жителів.
| Етнічна група | Разом  |
| македонці     | 61 320 |
| албанці       | 21     |
| турки         | 123    |
| цигани        | 4 372  |
| влахи         | 16     |
| серби         | 151    |
| бошняки       | 17     |
| інші          | 226    |

## Історія
Прилеп було засновано на руїнах стародавнього міста Стіберра, який був частиною Римської імперії. Незважаючи на спустошення готами 268 року Стіберра залишалась частково заселеною. Під іменем Прилеп це місто вперше згадується 1014 року як місце, де болгарський цар Самуїл помер від розриву серця, побачивши, як візантійці засліплюють тисячі його солдат, які потрапили у полон після битви при Беласиці. Місто потрапило під візантійську владу.
Згодом місто було завойовано Другим Болгарським царством та Сербією.
У XIV столітті місто було захоплено османами під предводительством Евреноса. Під контролем Османської імперії перебувало упродовж шести століть.
На початку XX століття входило до складу Сербії та Югославії та після її розпаду відійшов до Македонії.

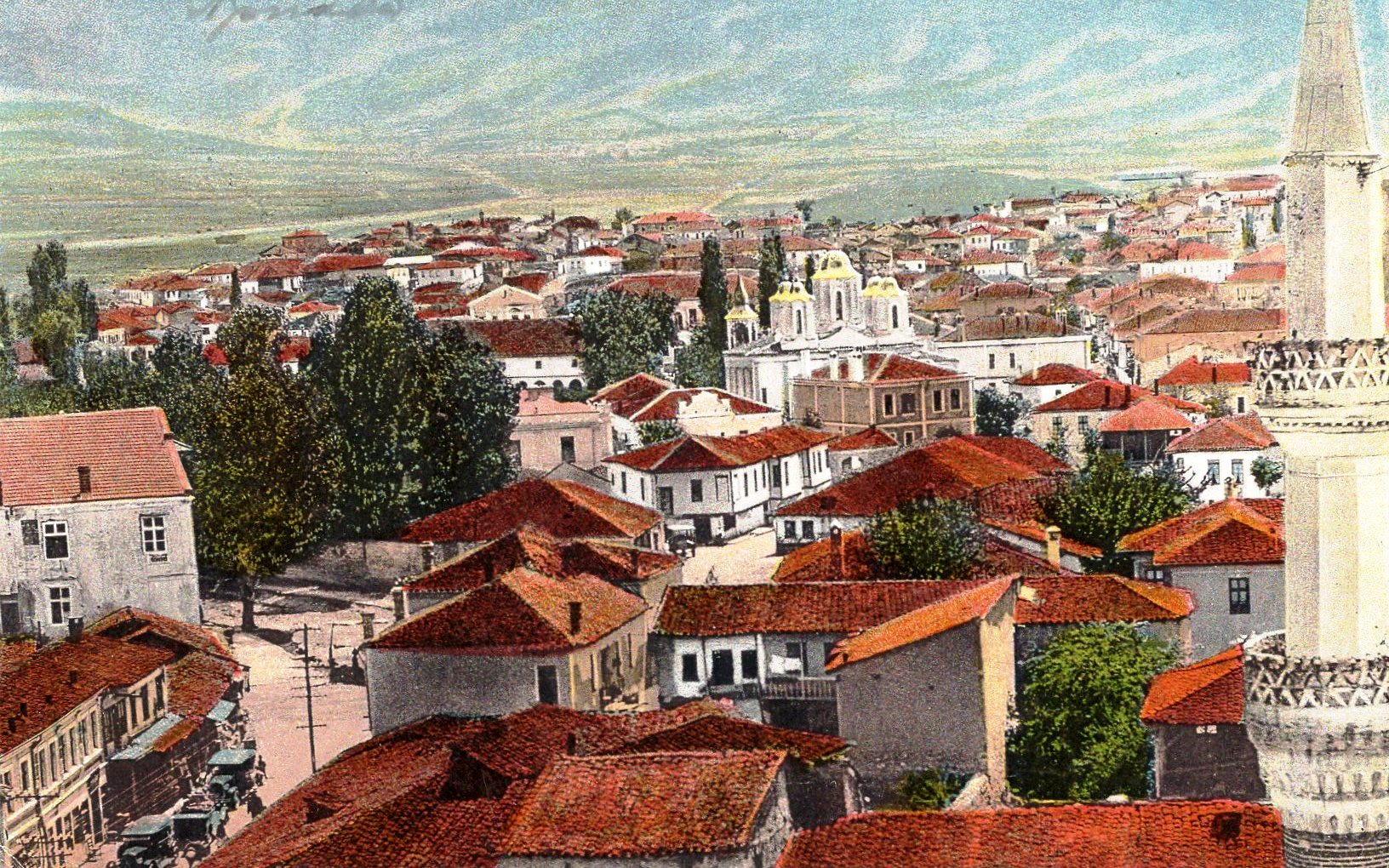
Прилеп на поштівці
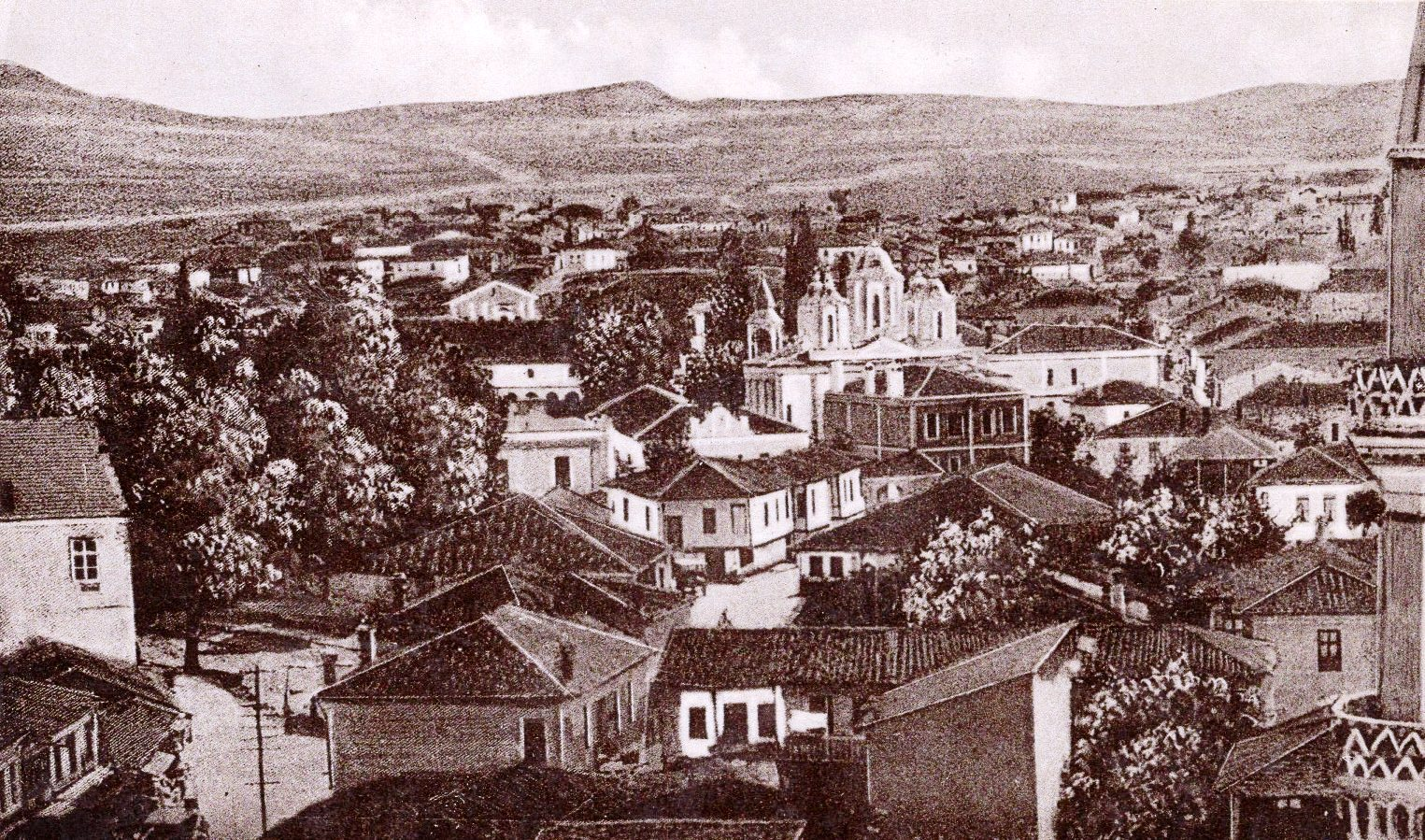
Прилеп на поштівці, 1930
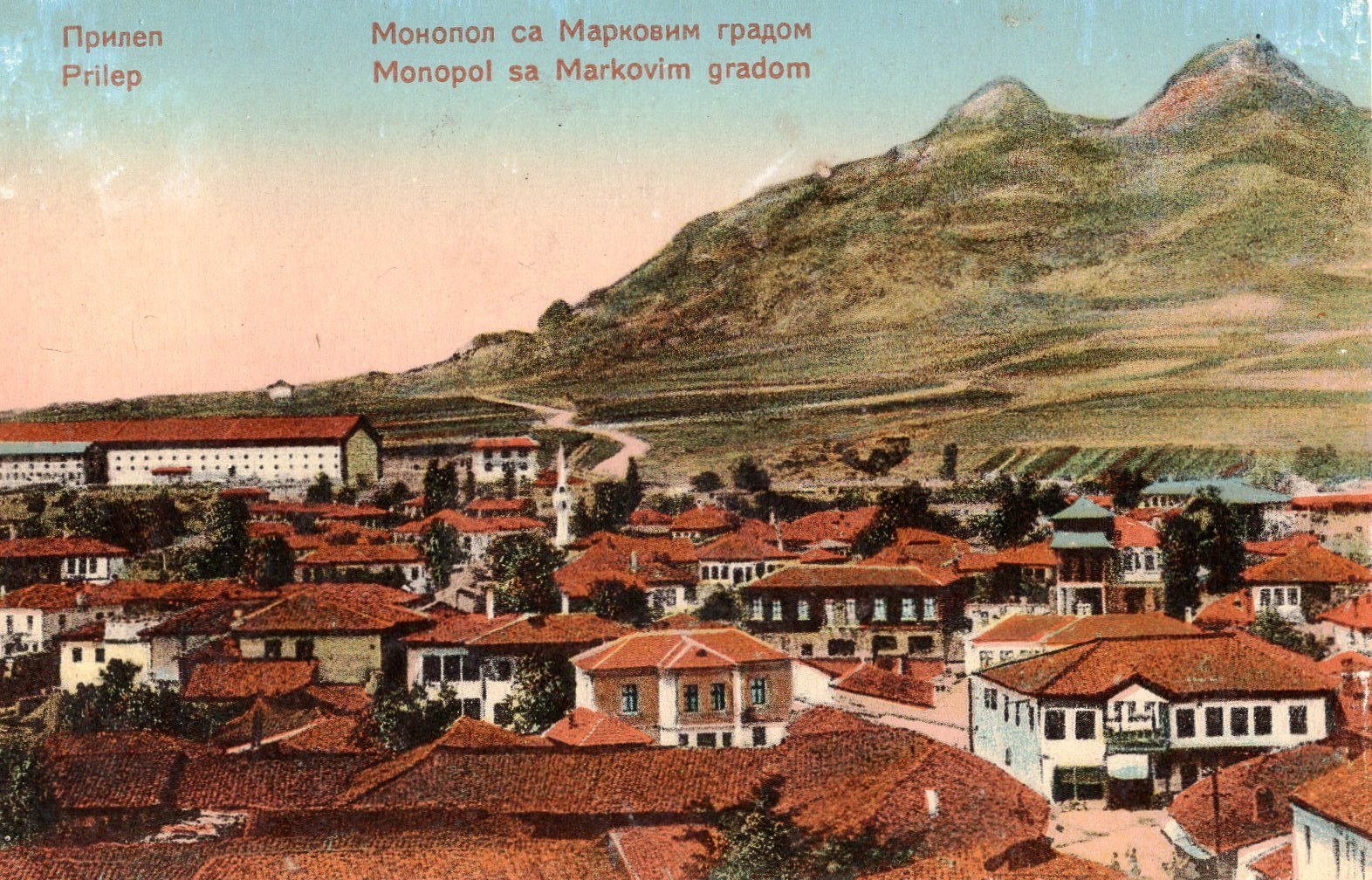
Прилеп на поштівці
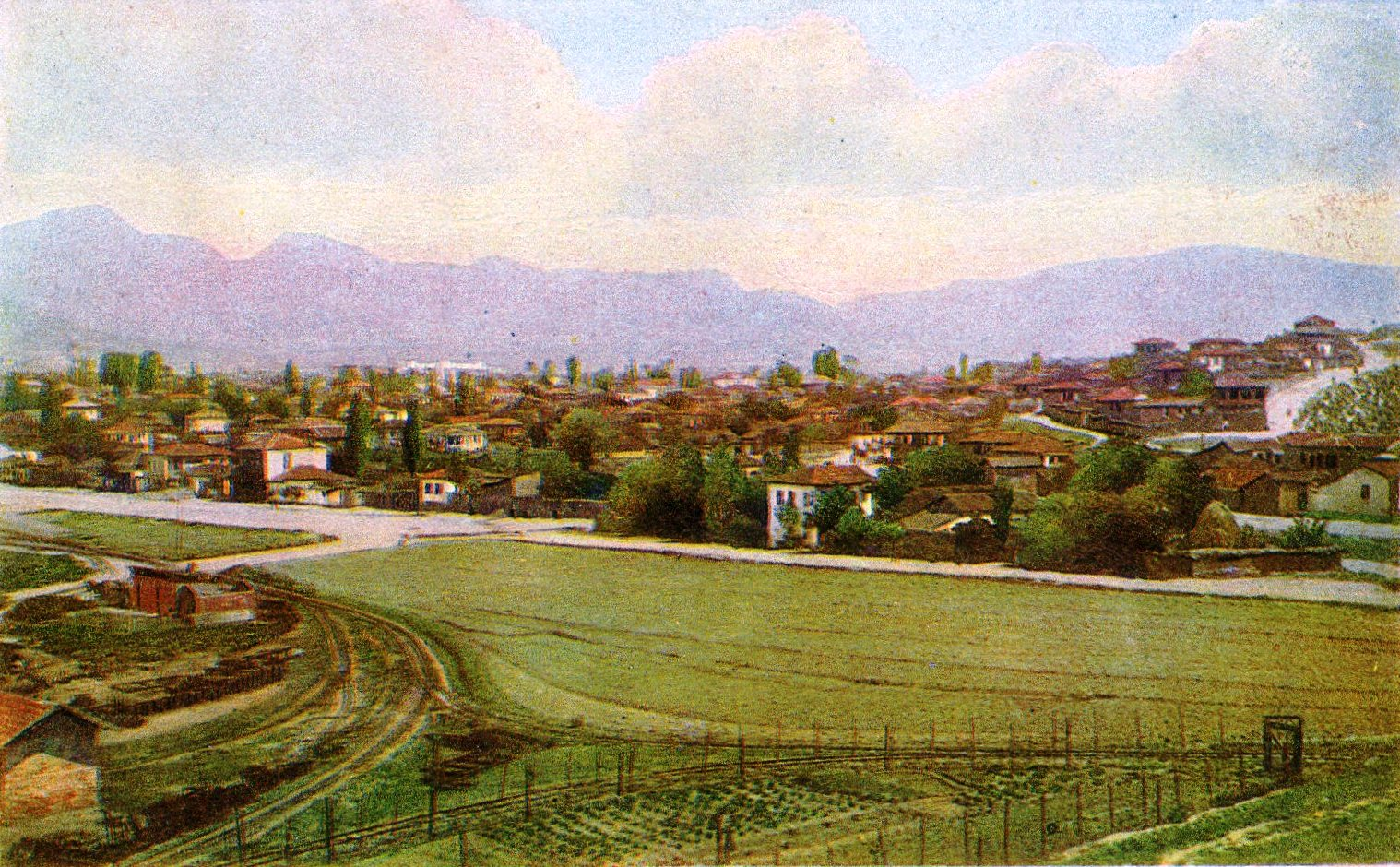
Прилеп на поштівці, 1920

## Пам'ятки
- Маркови Кулі, середньовічна фортеця
- Трескавець, монастир

## Галерея

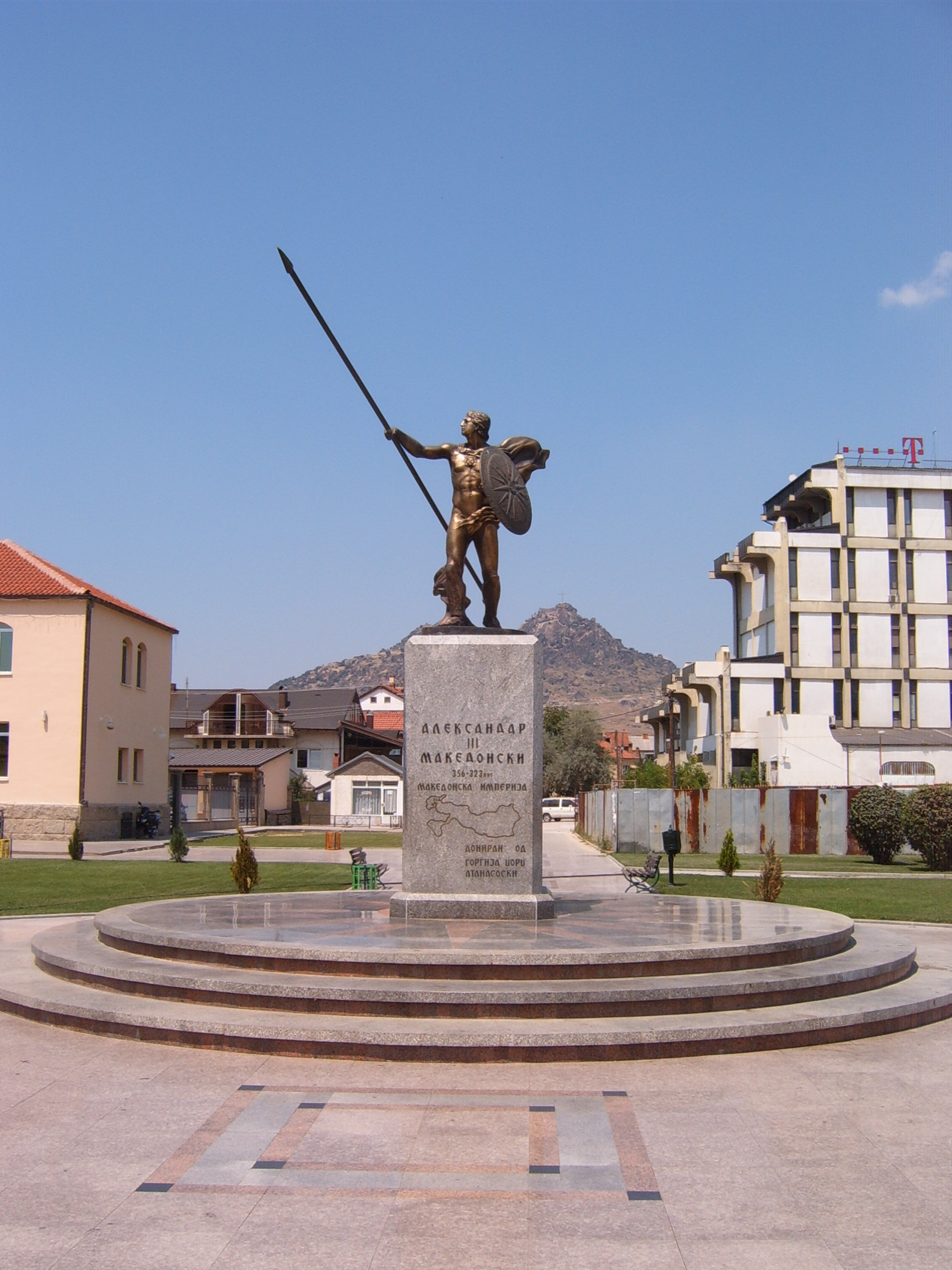
Пам'ятник Александру Македонському
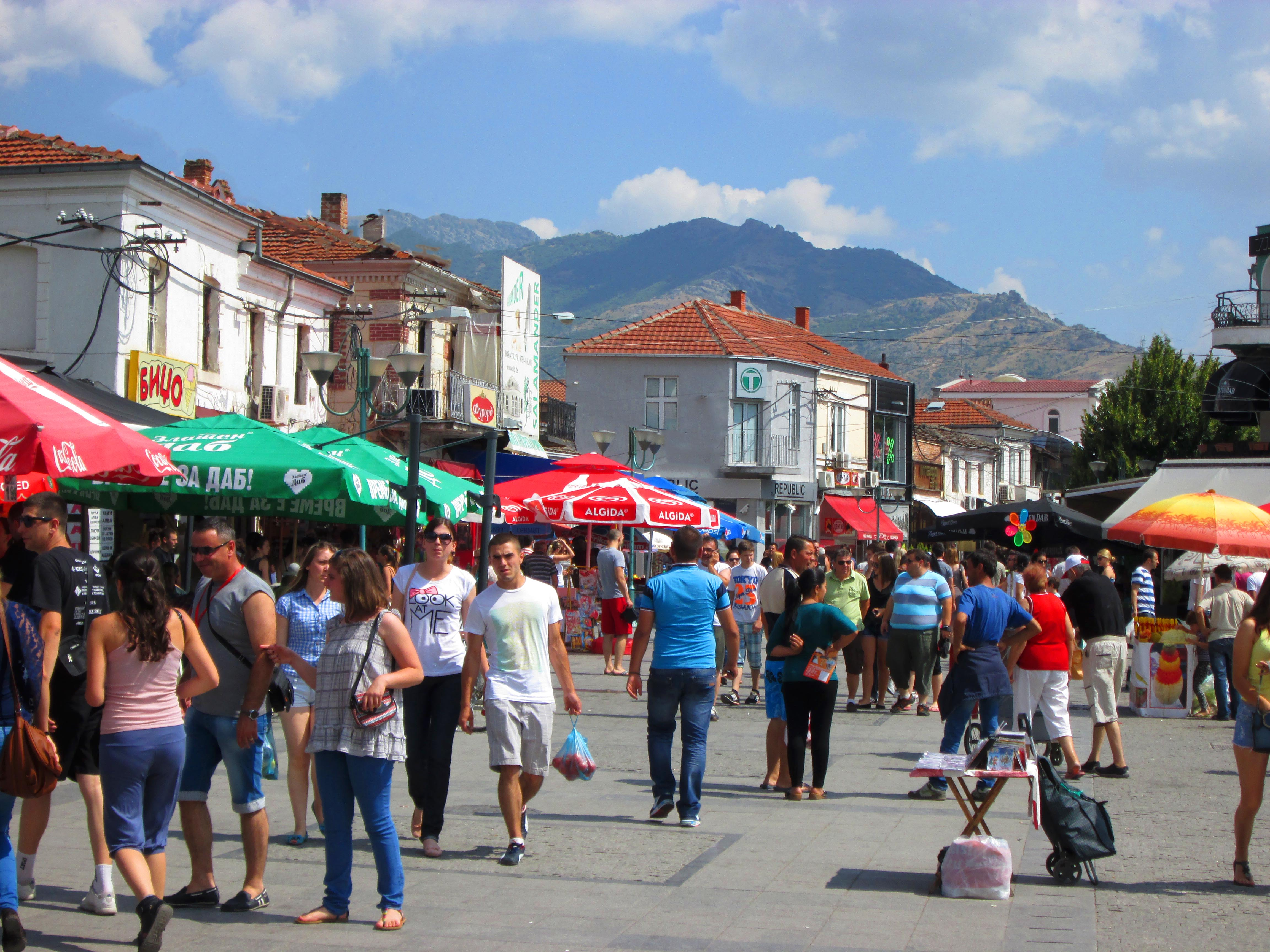
Старий базар
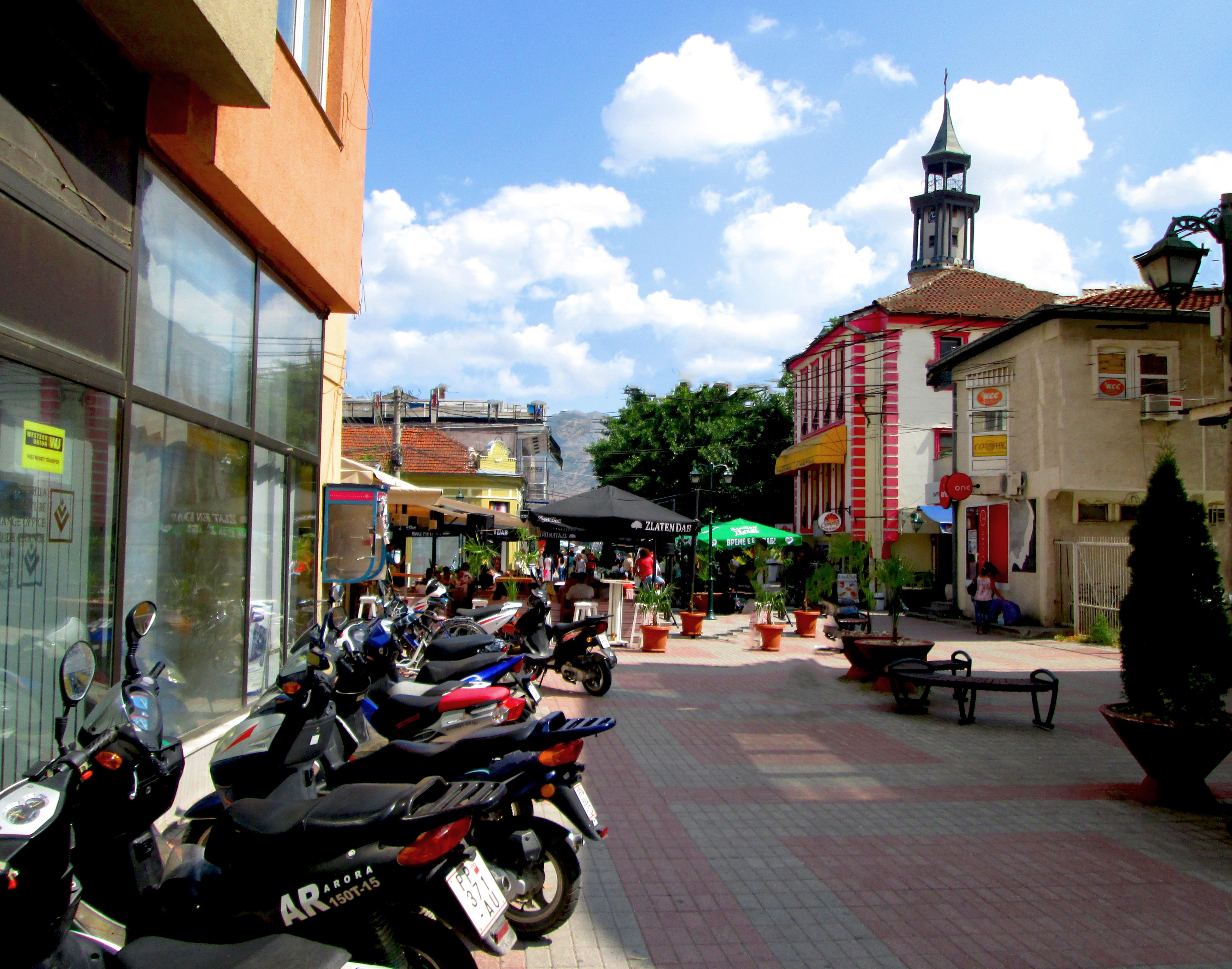
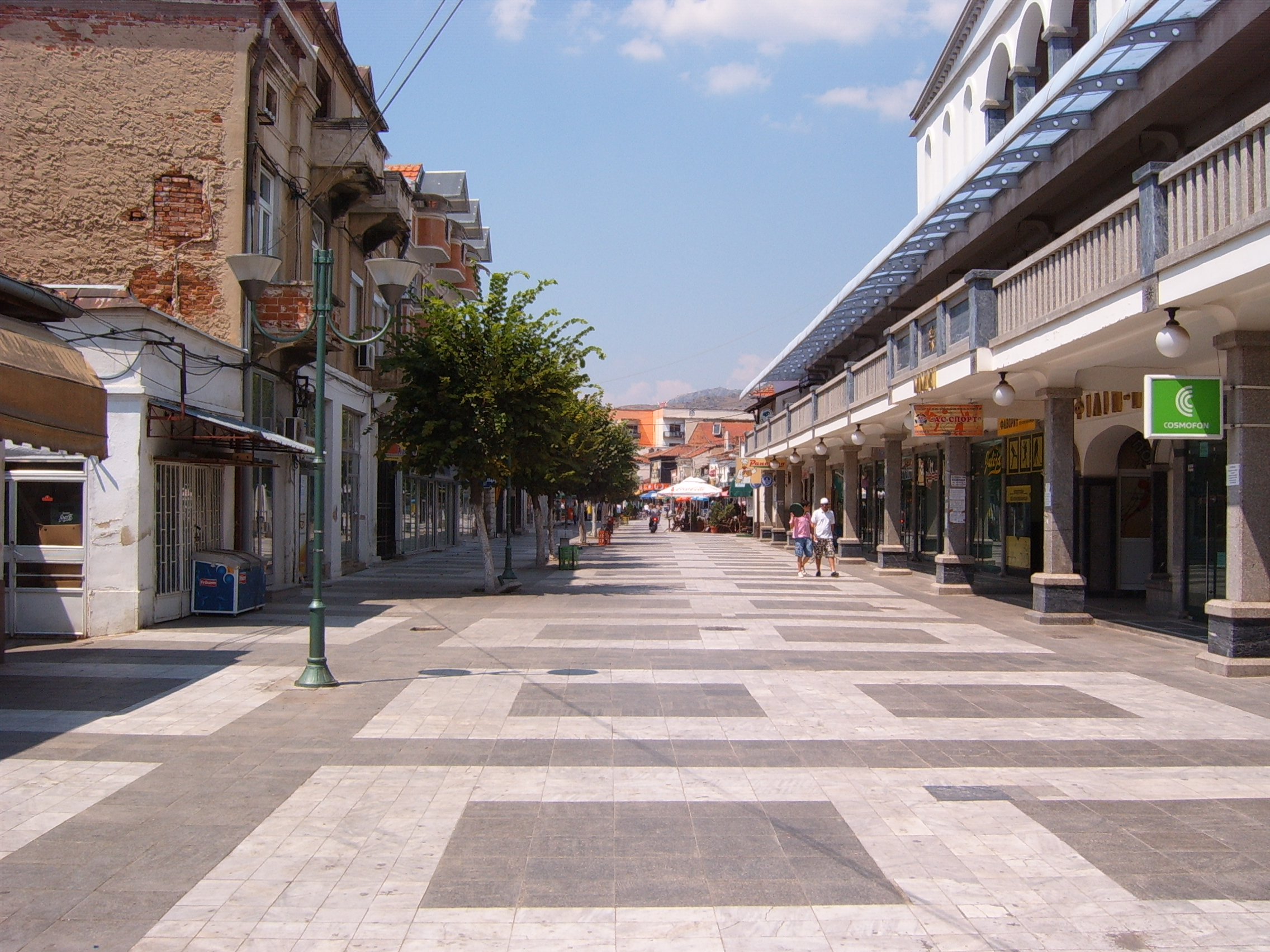
Вулиця міста
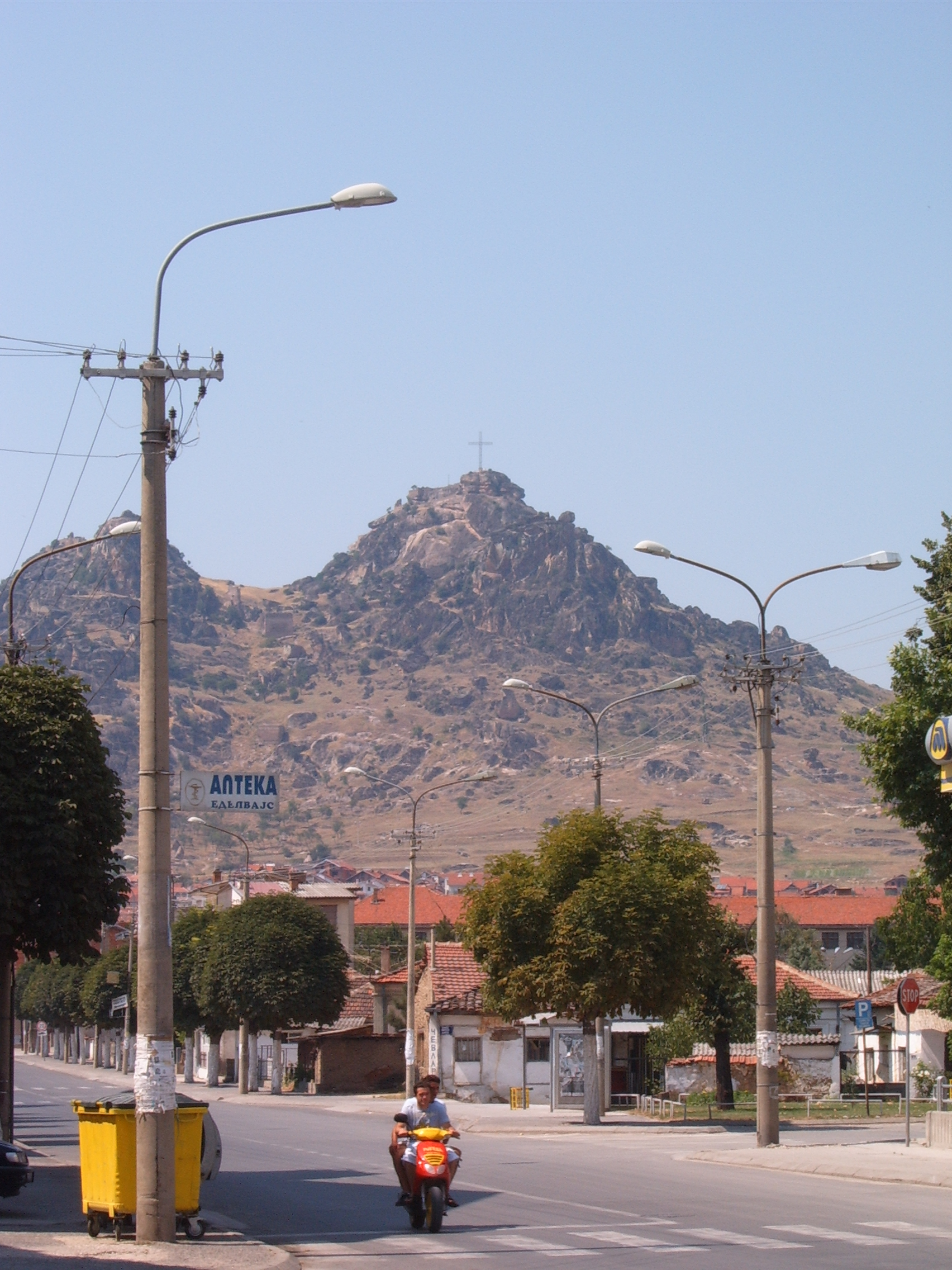
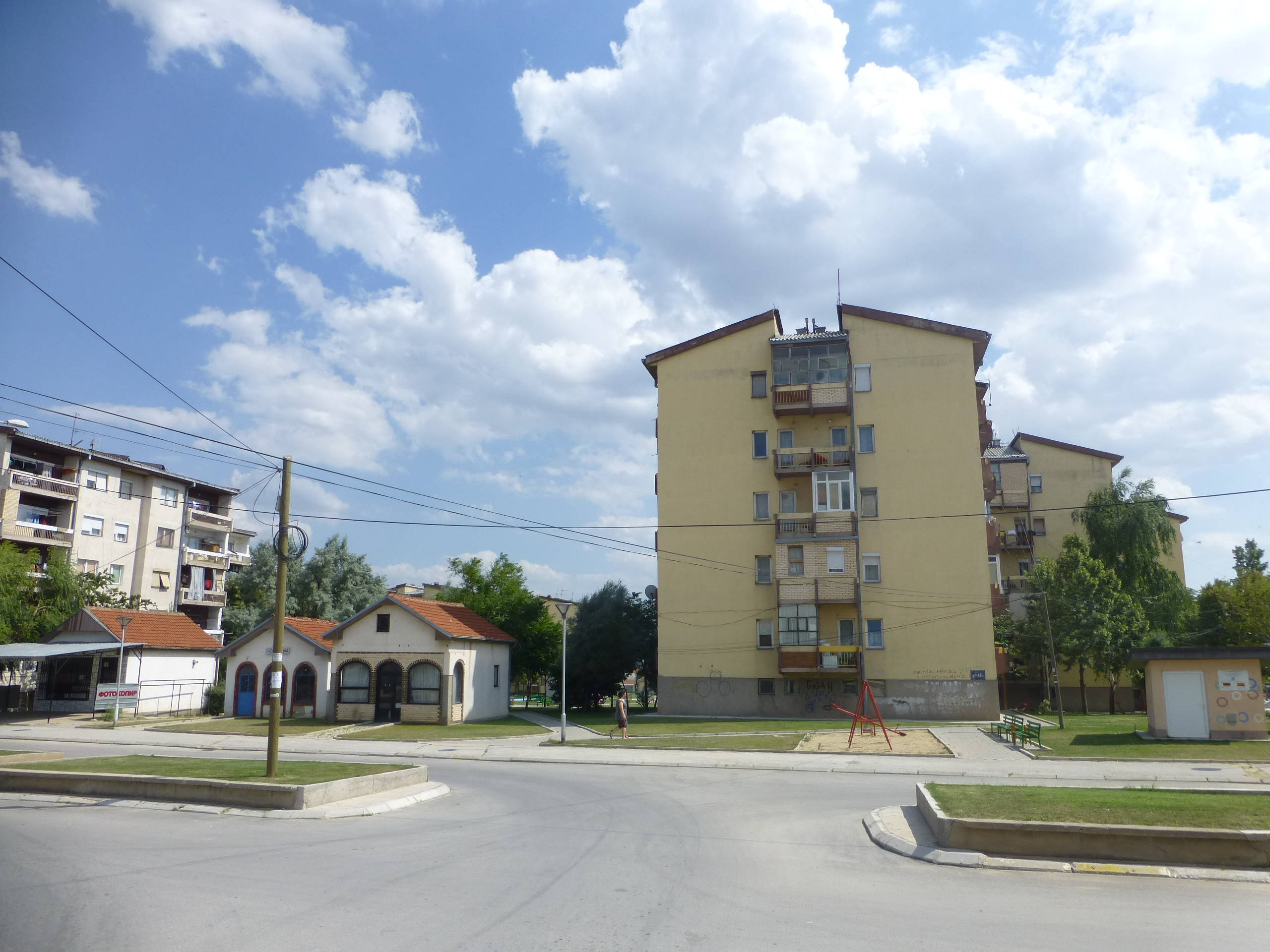
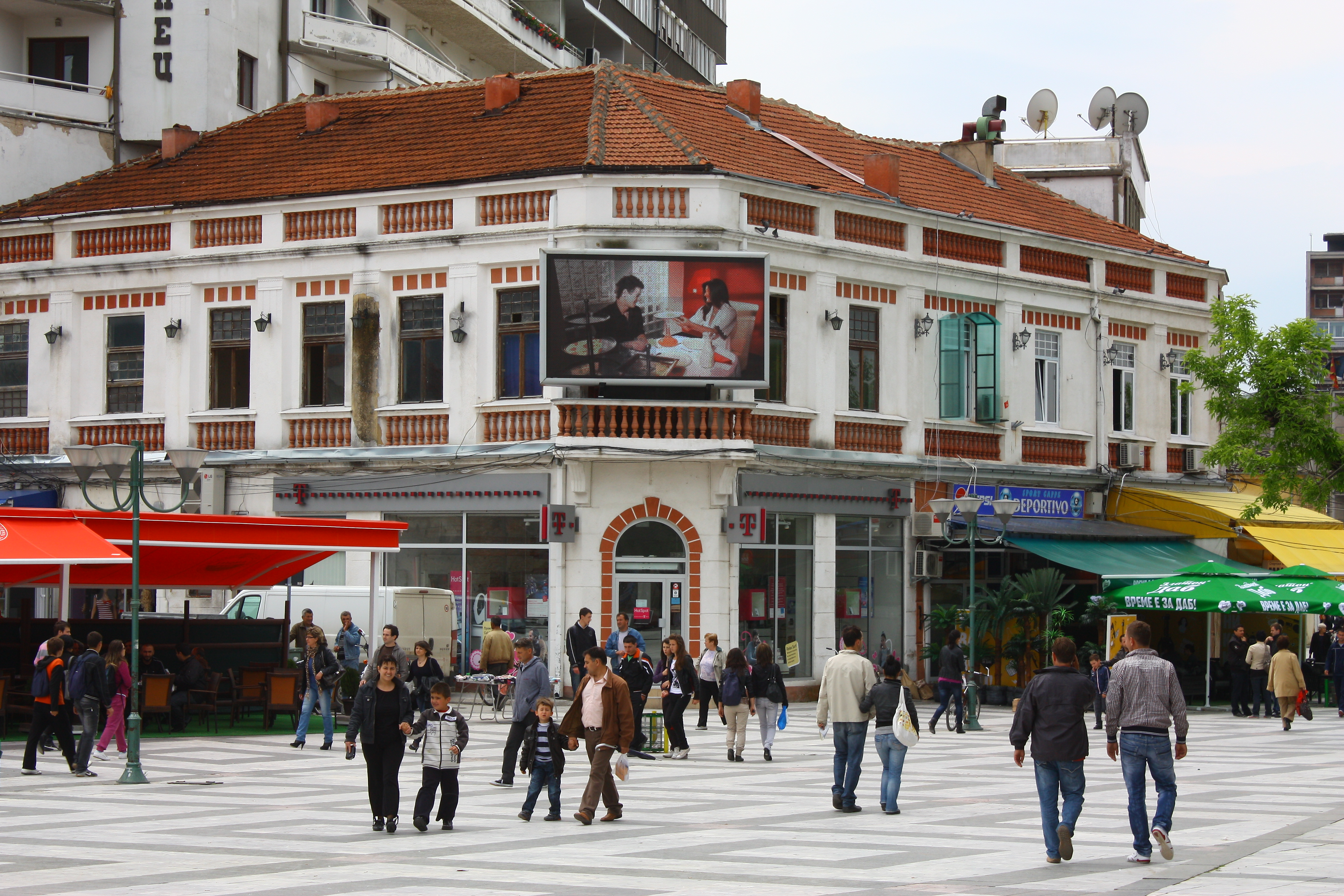
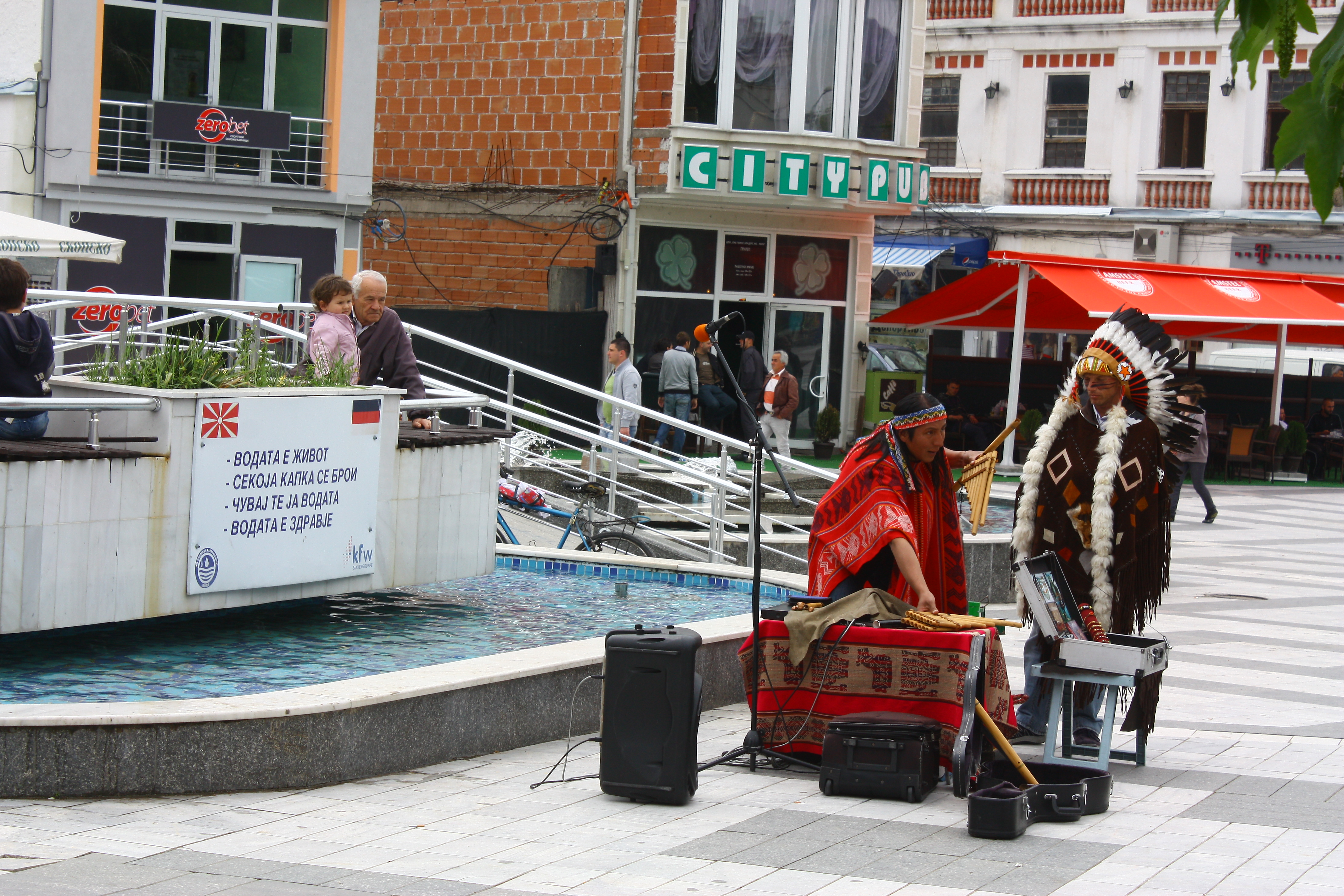
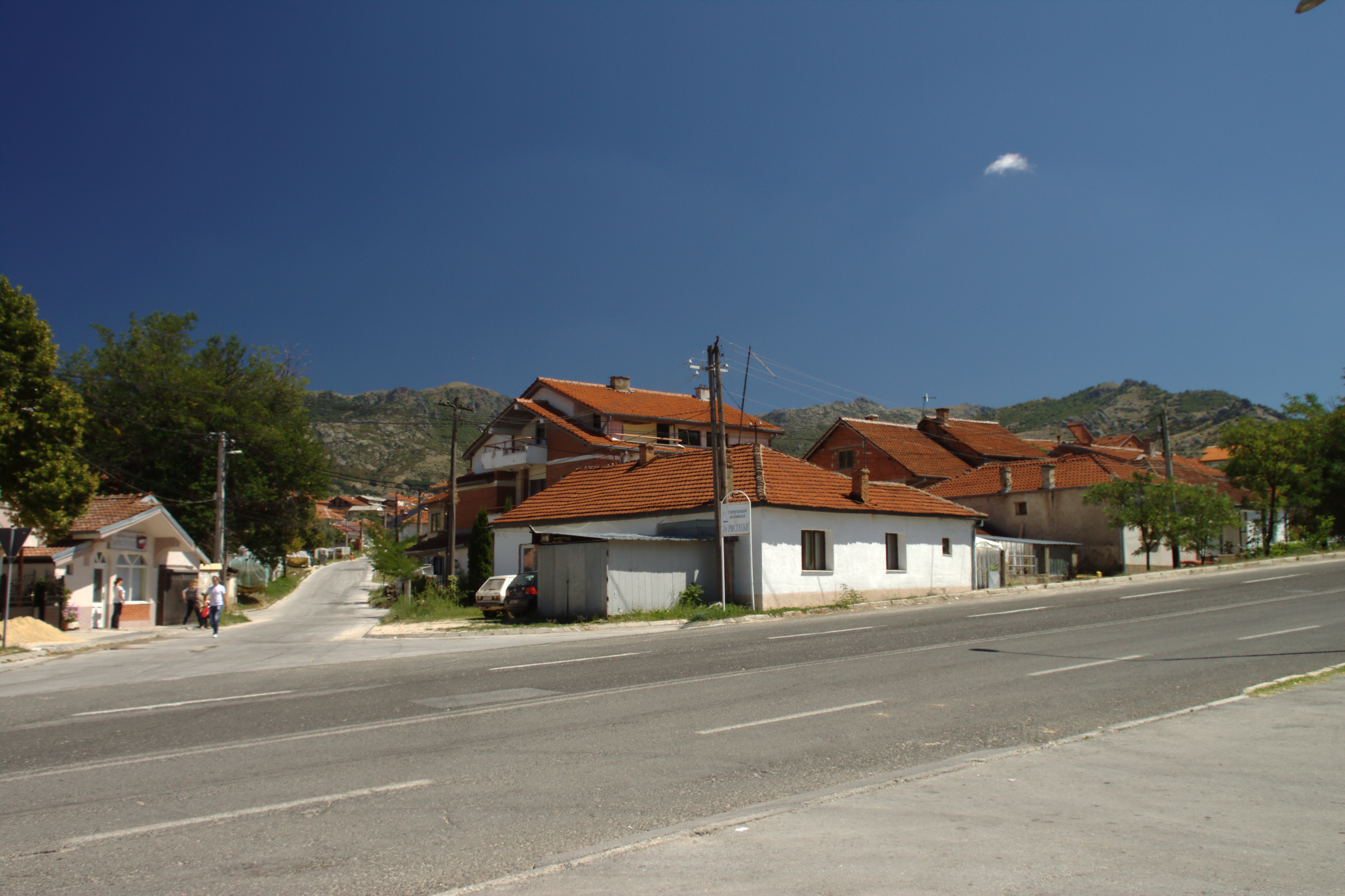
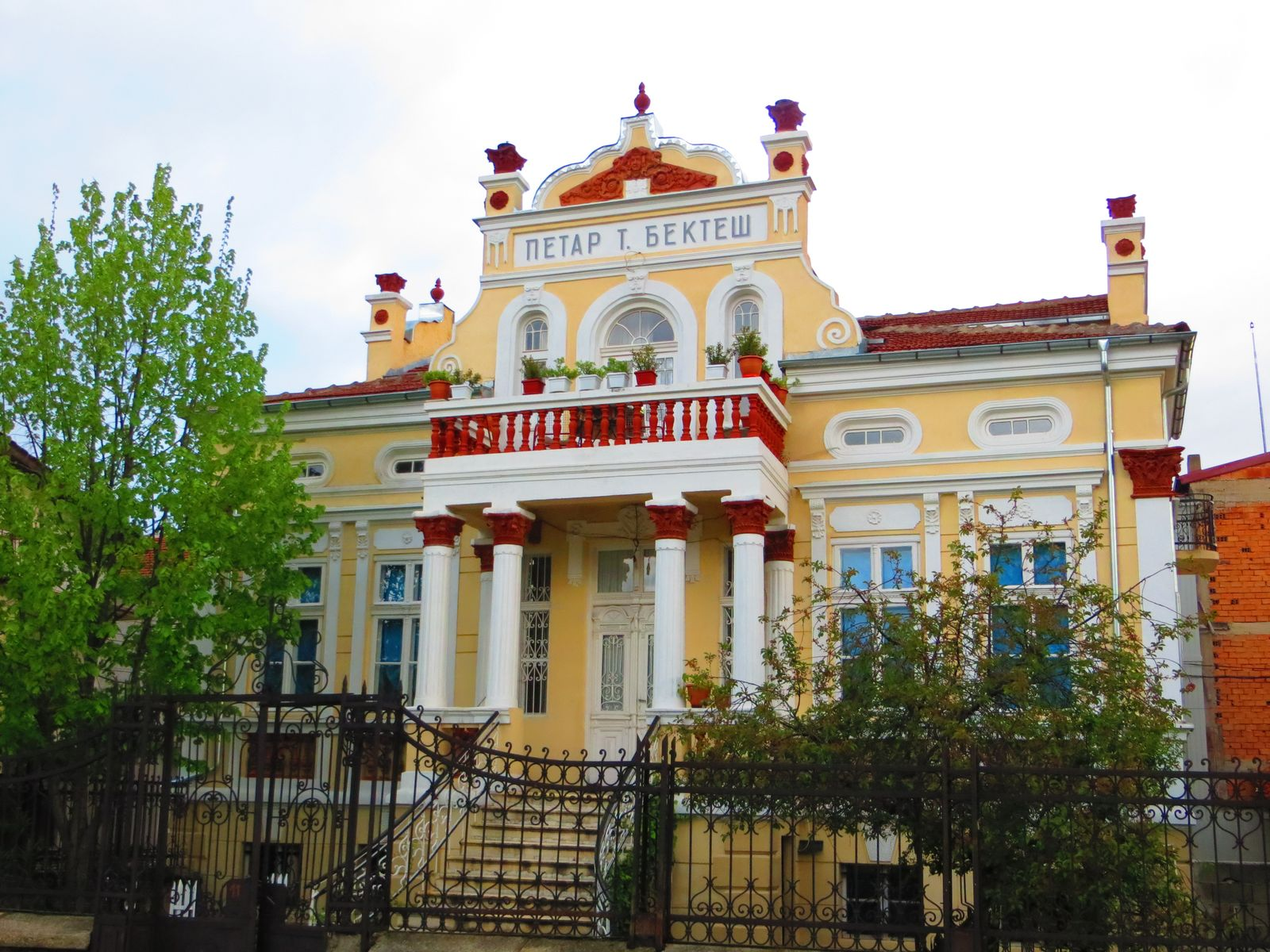
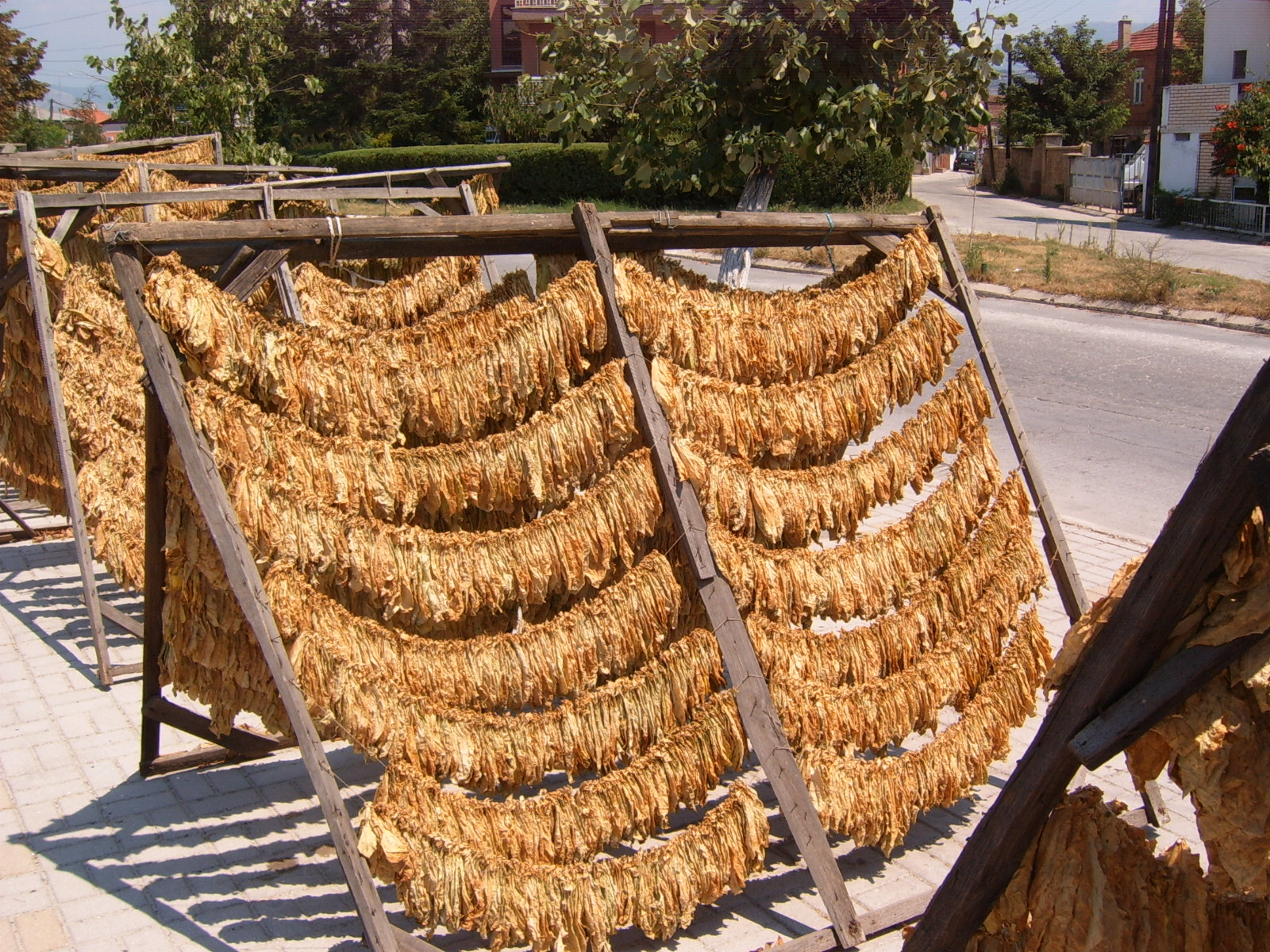
Сушіння тютюну на вулиці міста
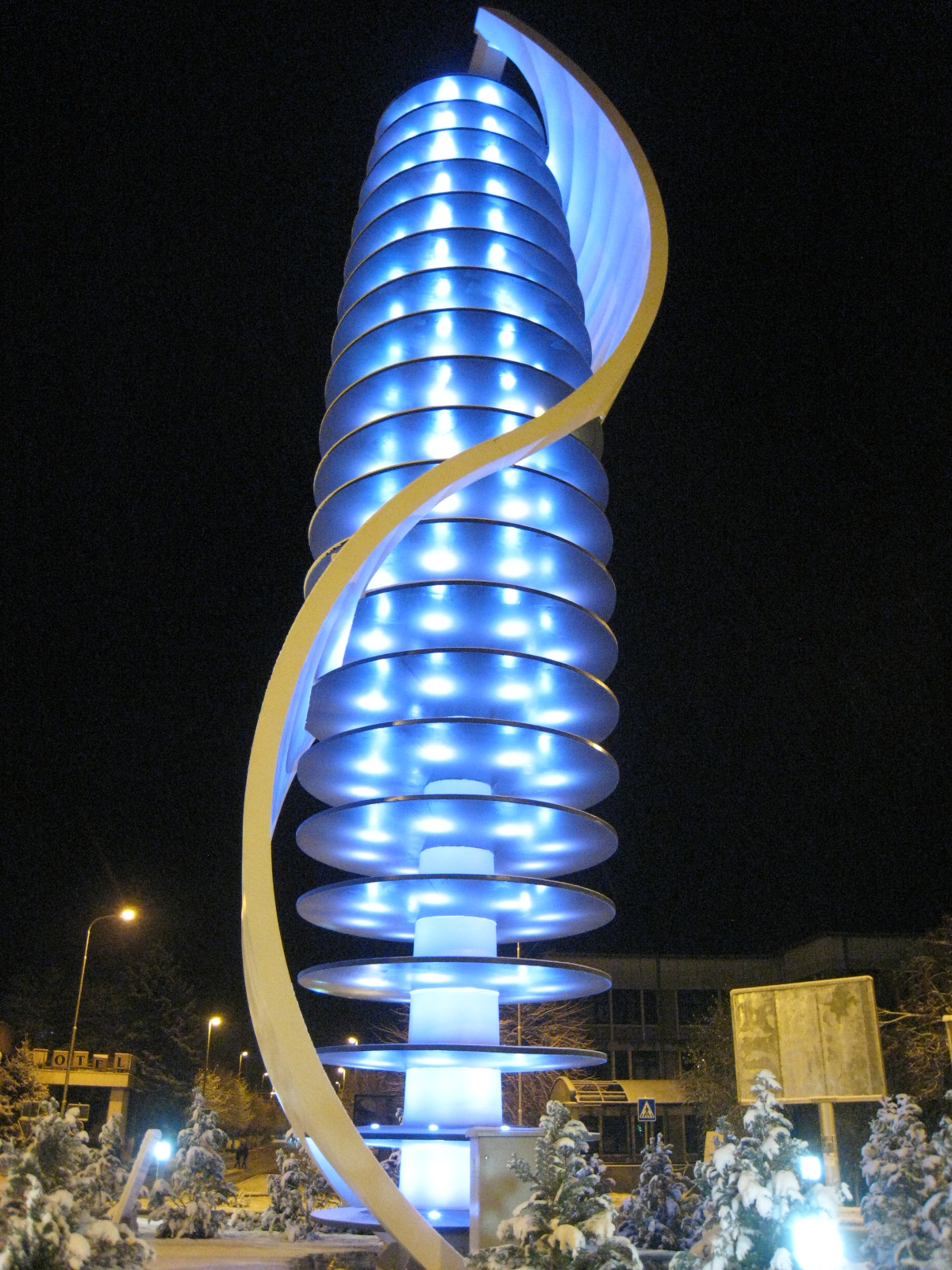
Прилепски бранители
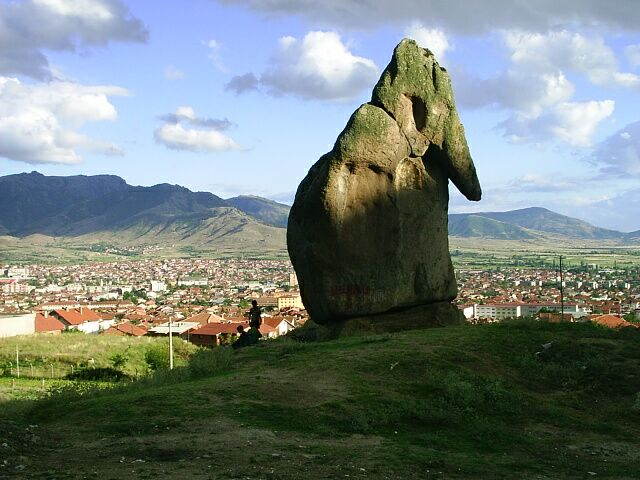
Гора Слон
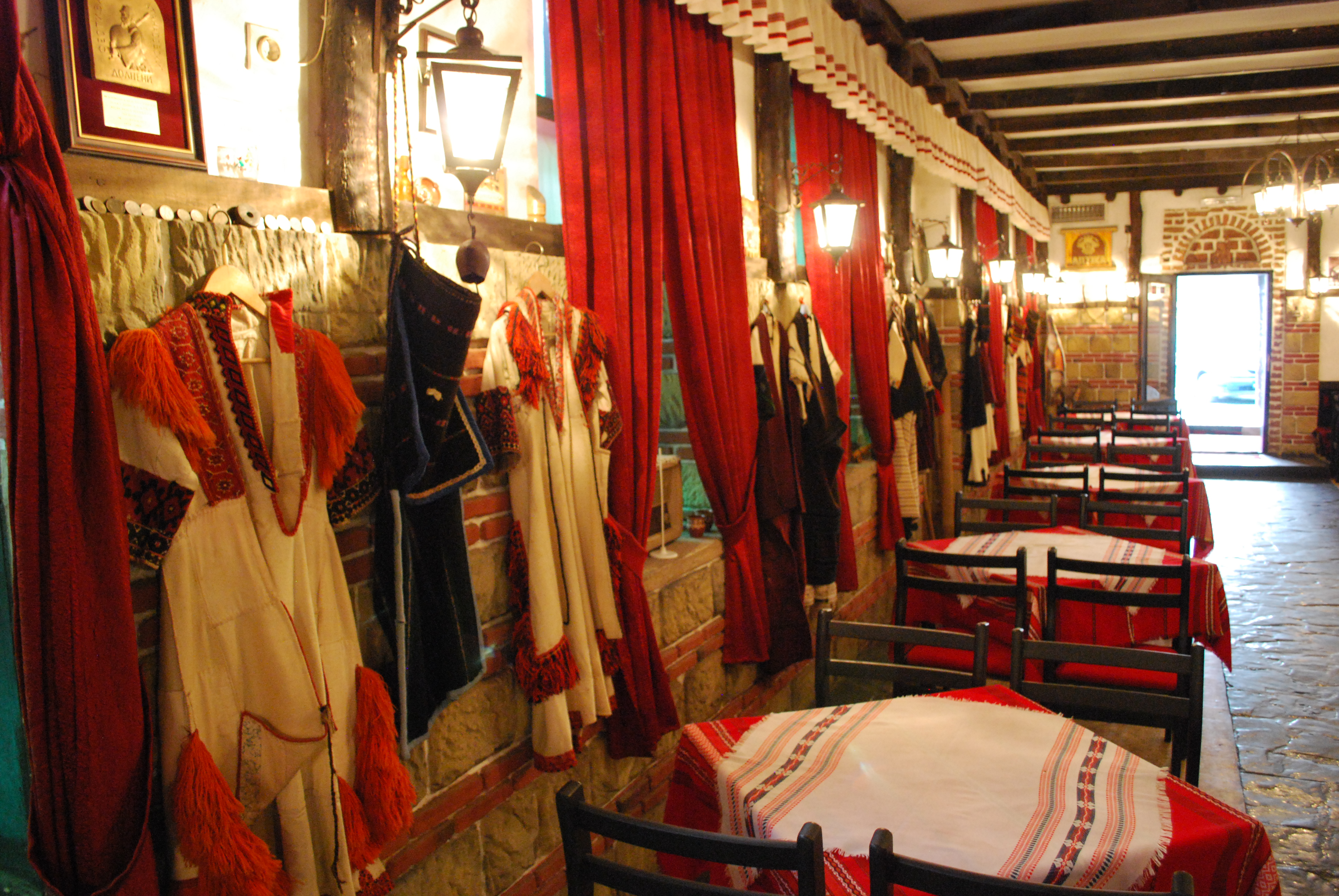
Ресторан Македонска Куќа
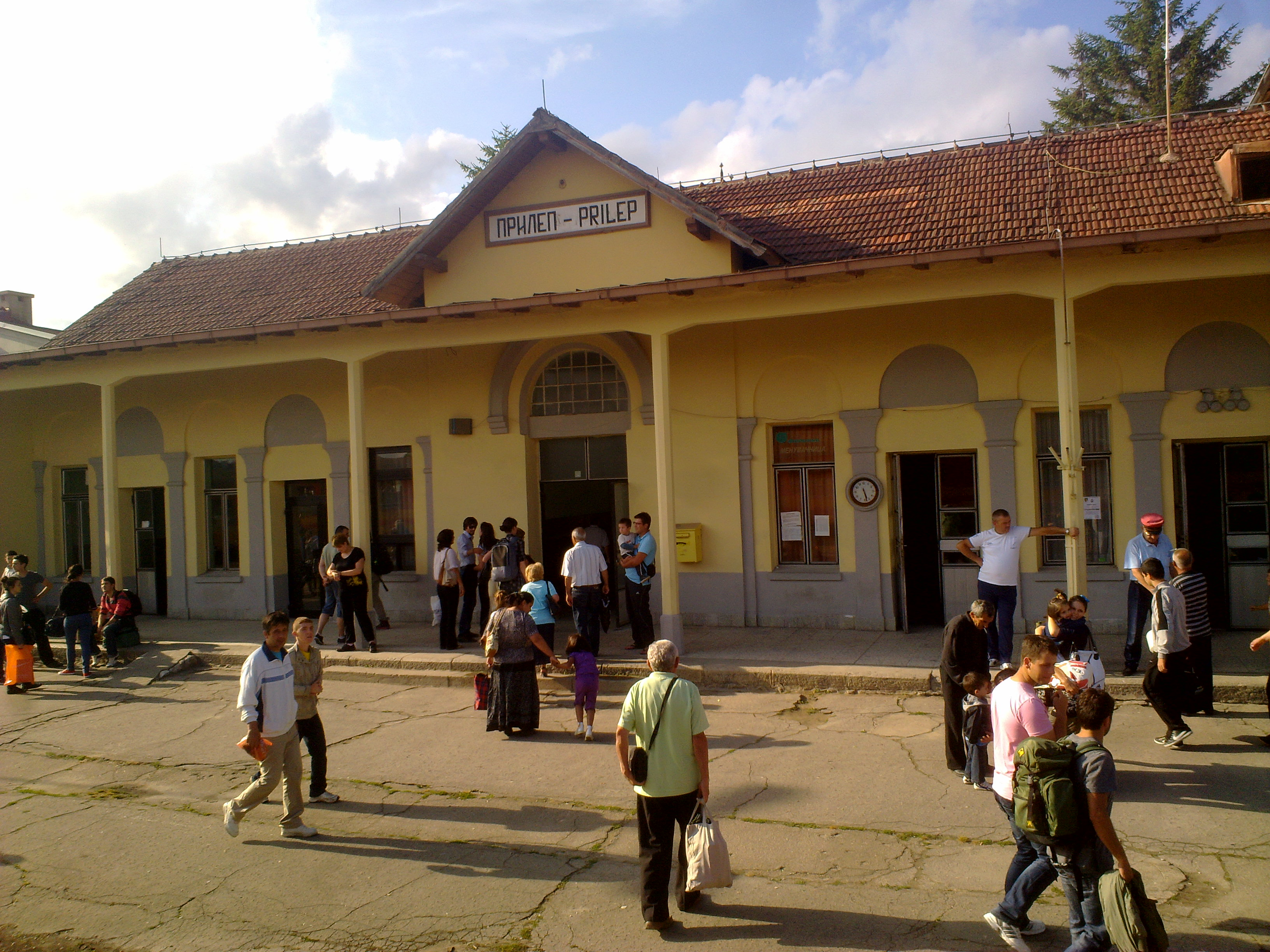
Залізничний вокзал
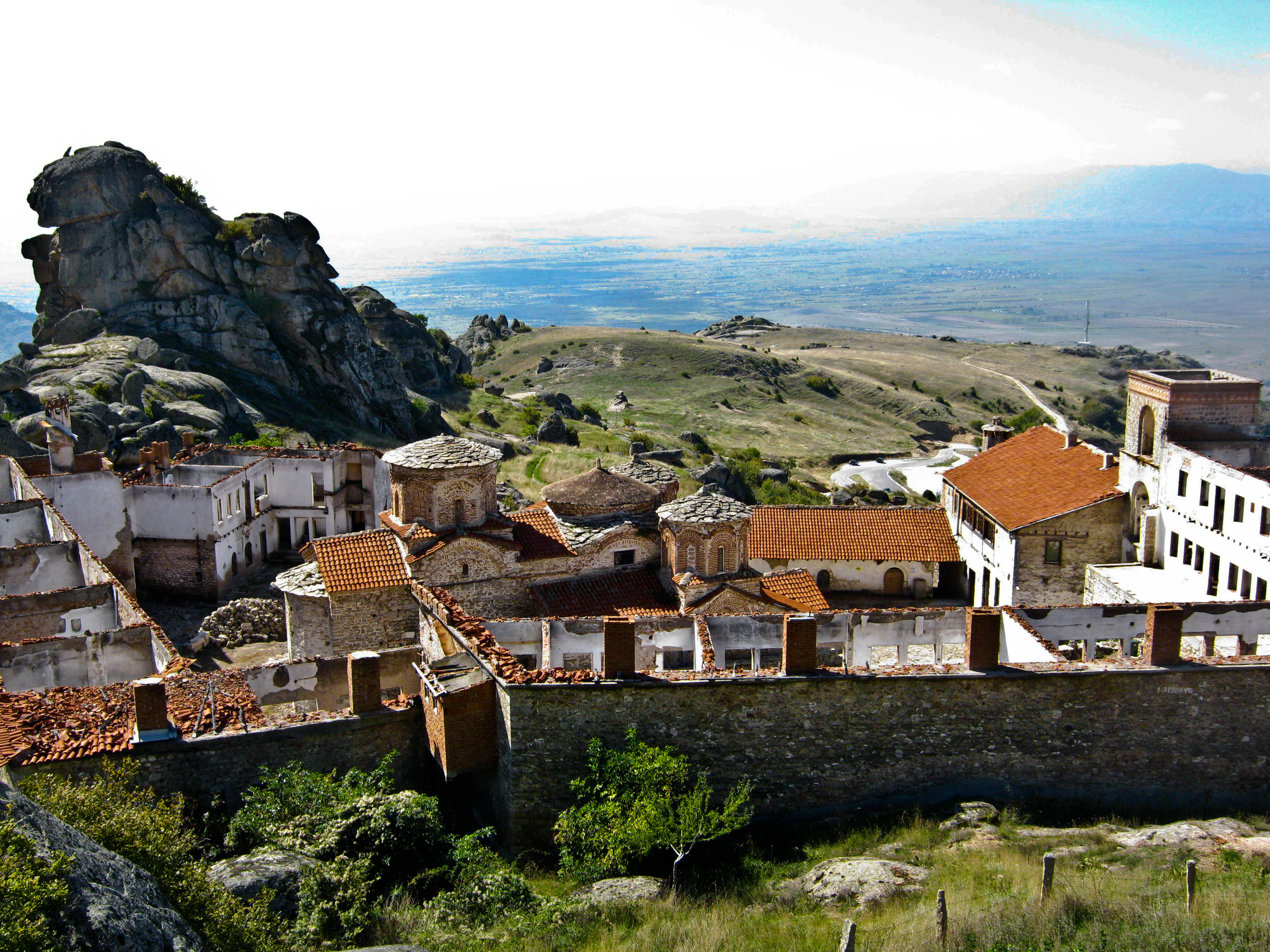
Монастир
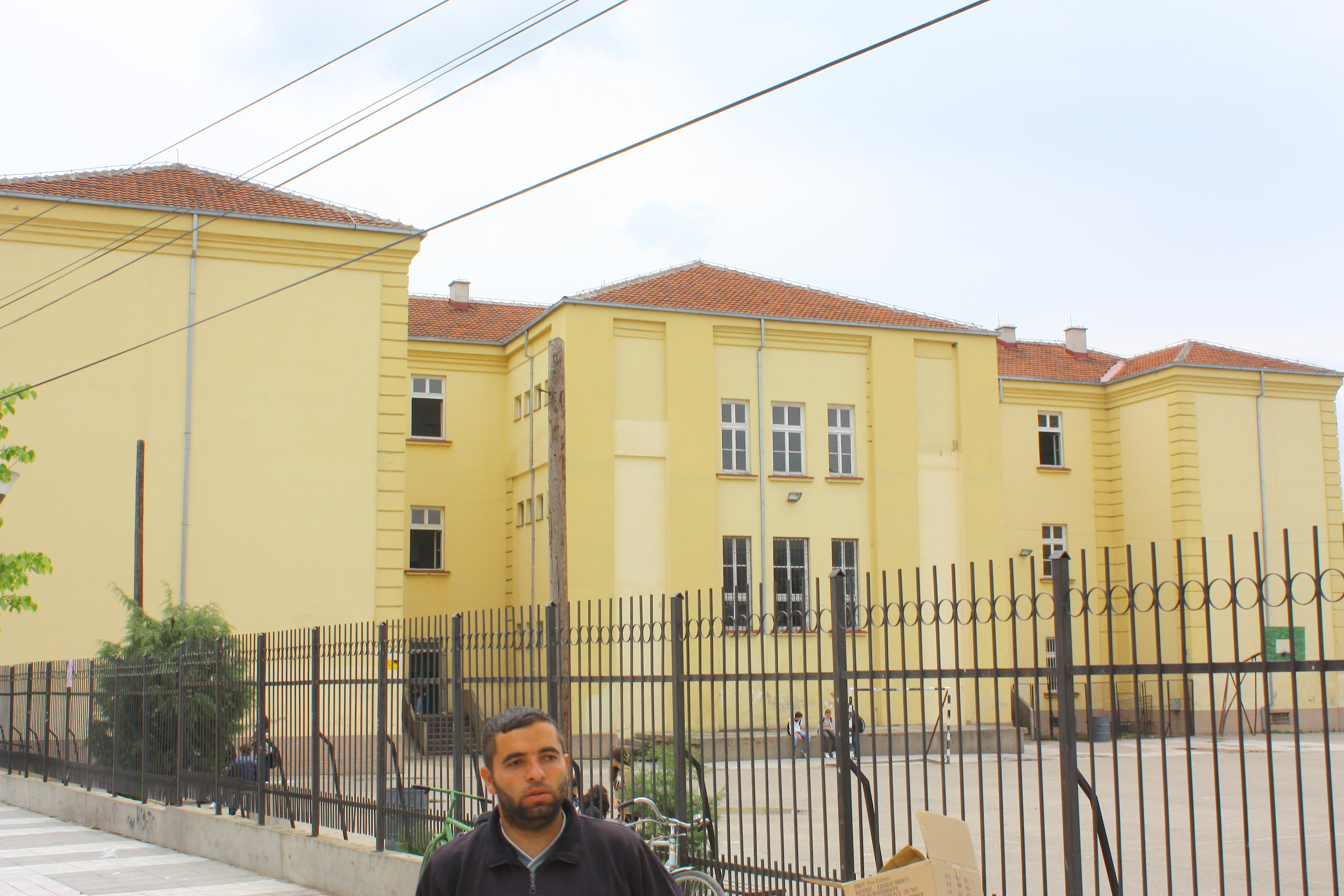
Школа
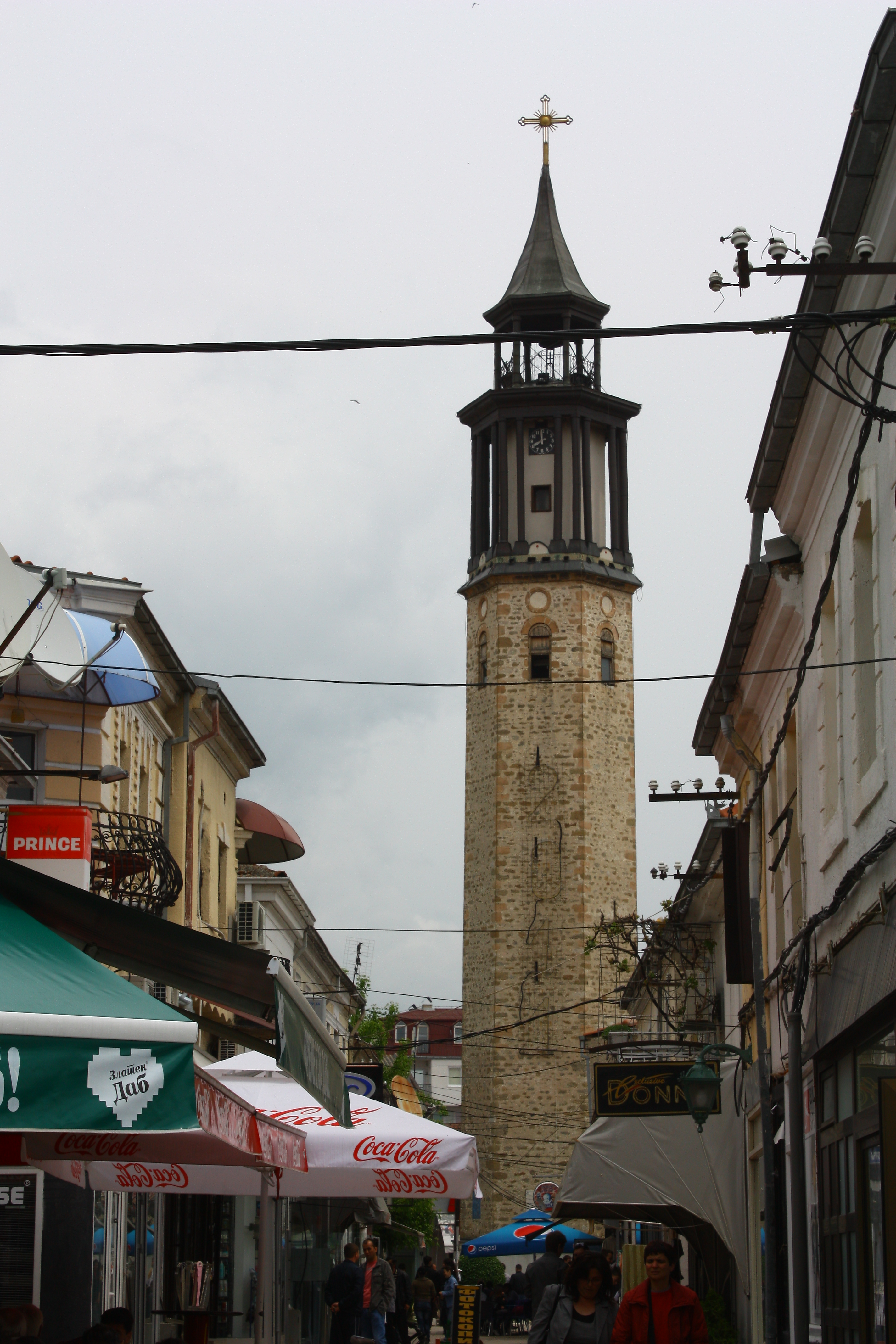
Міський годинник
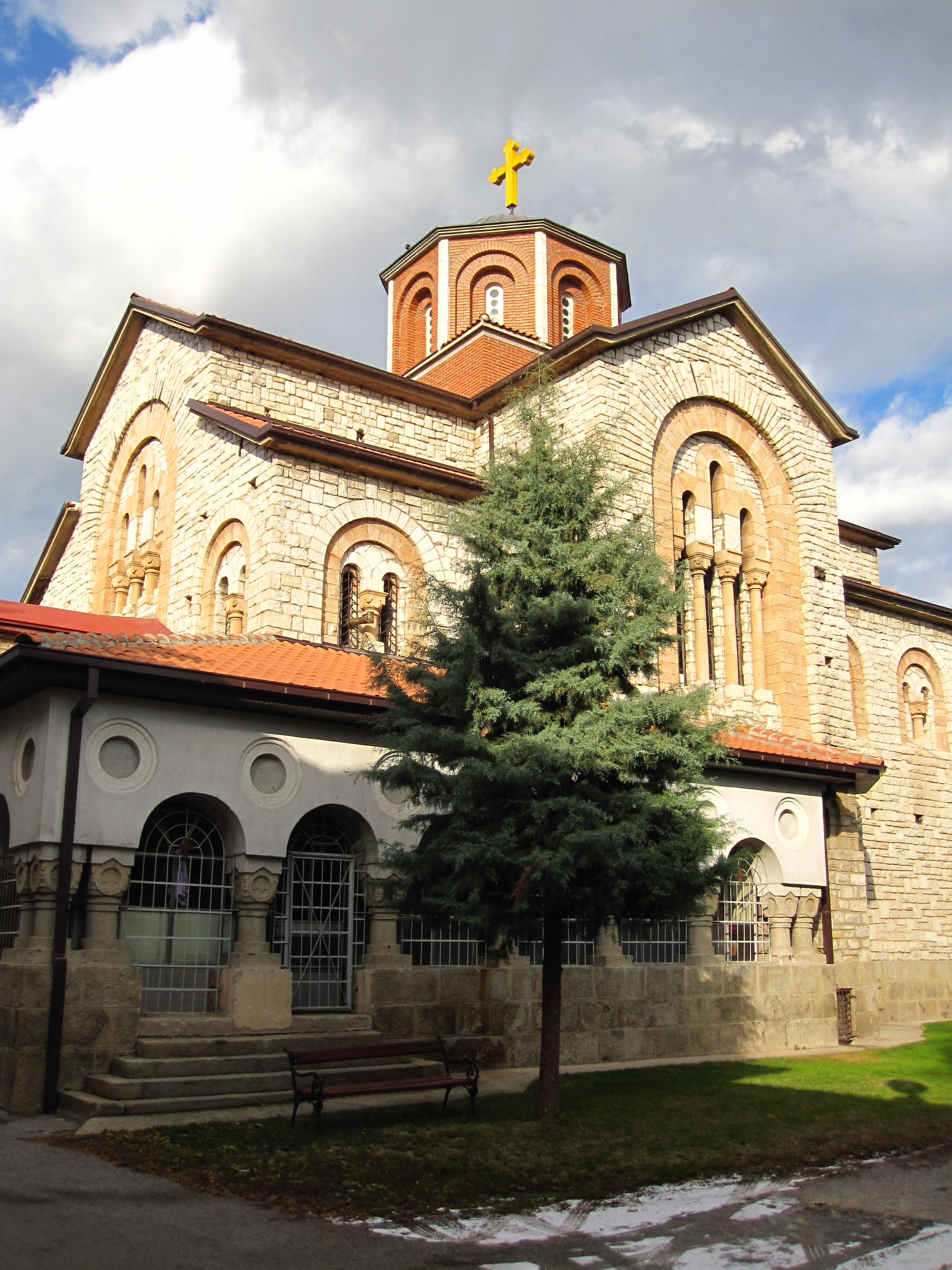
Церква Святих Кирила і Мефодія
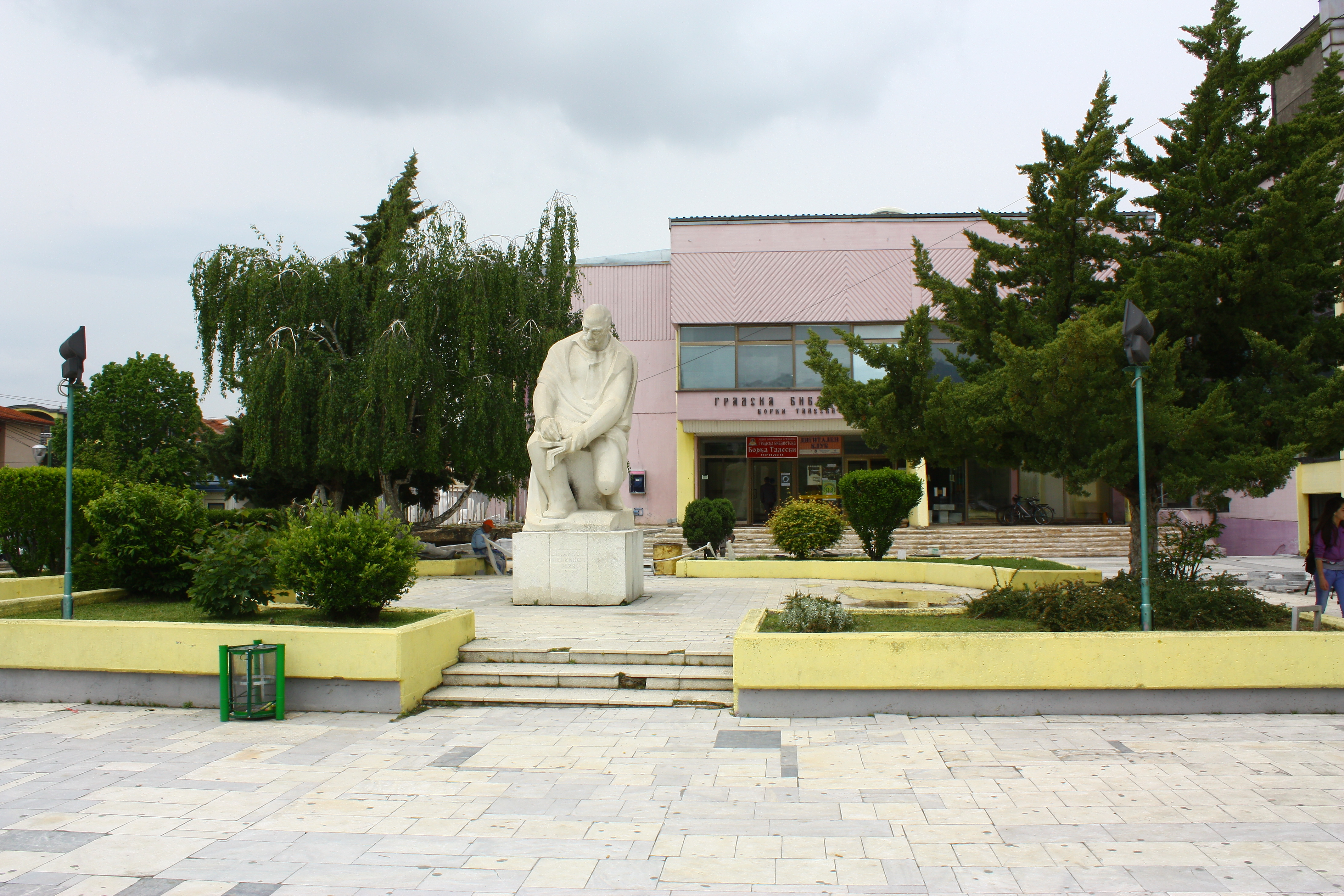
Міська бібліотека
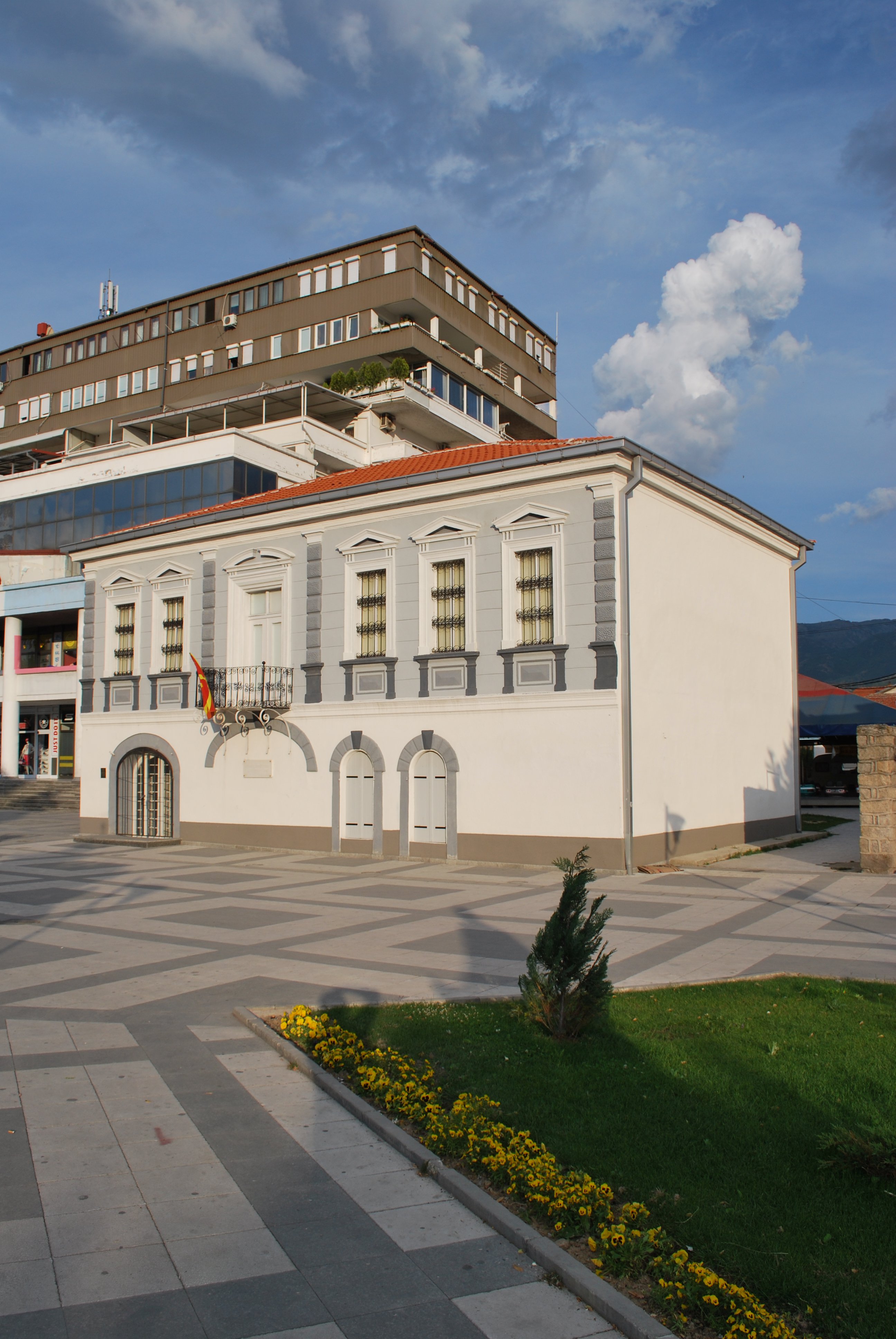
Музей 11 жовтня
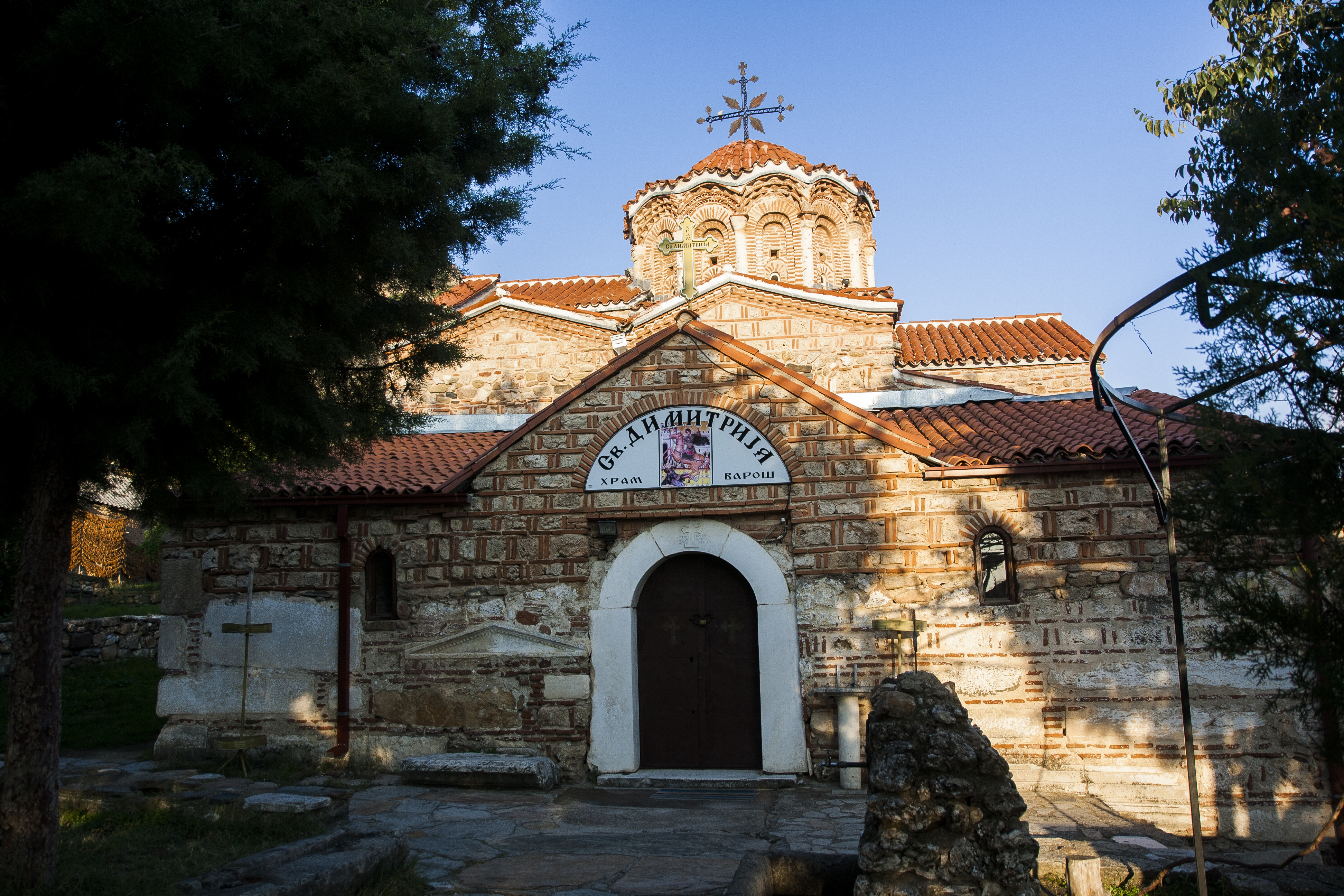
Церква Святого Димитрія
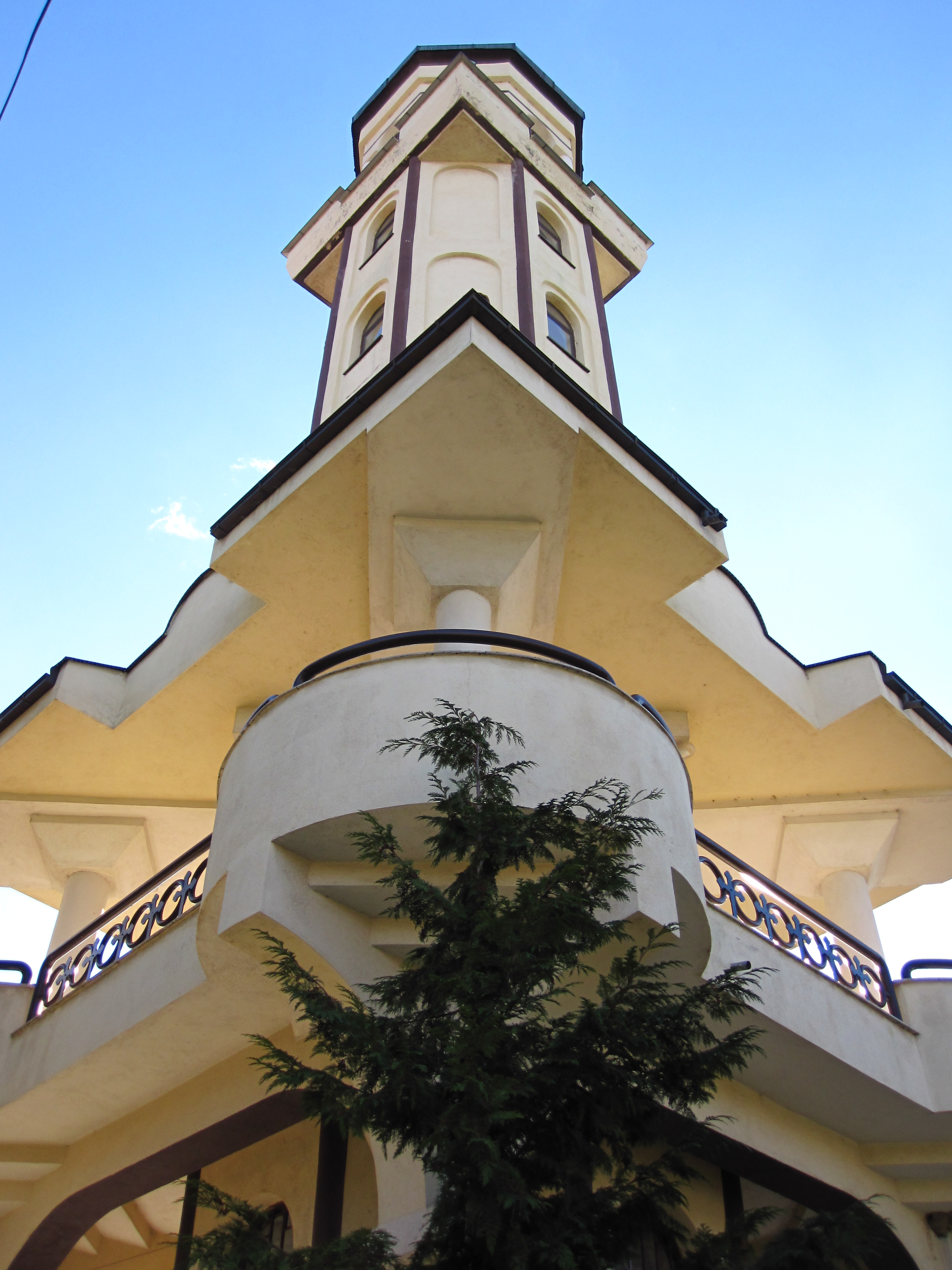

## Міста-побратими
- Асеновград, Болгарія
- Чернігів, Україна

## Клімат
| Клімат               | Клімат | Клімат | Клімат | Клімат | Клімат | Клімат | Клімат | Клімат | Клімат | Клімат | Клімат | Клімат | Клімат |
| Показник             | Січ.   | Лют.   | Бер.   | Квіт.  | Трав.  | Черв.  | Лип.   | Серп.  | Вер.   | Жовт.  | Лист.  | Груд.  |        |
| -------------------- | ------ | ------ | ------ | ------ | ------ | ------ | ------ | ------ | ------ | ------ | ------ | ------ | ------ |
| Джерело: Weatherbase |        |        |        |        |        |        |        |        |        |        |        |        |        |

## Видатні особи
- Григорій Акіндін (грец. Γρηγοριος Ακινδυνος, * 1300) — грецький богослов візантійської доби.
- Єлена Валевска (* 1980) — македонська співачка.
- Нада Ґешовска (1930—2003) — македонська акторка театру та кіно.
- Васка Біджова-Гайдова (1924—2014) — югославська оперна співачка (колоратурне сопрано).
- Борко Лазескі (1917—1993) — македонський та югославський художник.
- Герче Петров — болгарський революціонер
- Тоше Проескі (1981—2007) — македонський співак.
- Горан Сугареський (* 1973) — македонський політик.
- Борка Талеський (1921—1942) — югославський партизан
- Вера Циривири (1920—1944) — югославська македонська партизанка
- Міле Янакієвський (* 1978) — македонський політик.
- Кирил Янчулев (1896—1961) — болгарський офіцер, генерал-майор.